# Jesús Rosendo
Jesús Rosendo Prado (Carmona, provincia de Sevilla, 16 de marzo de 1982) es un ciclista español. Fue profesional desde 2007, cuando debutó en el Andalucía-Cajasur, equipo en el que corrió hasta la desaparición de este a finales de 2012. En julio de 2013 fue fichado por la formación portuguesa OFM-Quinta da Lixa.
Como ciclista destacaba por sus largas escapadas. Una de ellas le hizo saltar a la fama en el panorama ciclista, ya que se puso líder de la clasificación de la montaña en la Vuelta a España 2008. Portó el maillot rojo durante cinco jornadas.
También destacó en la Vuelta a España 2011 protagonizando la primera escapada de esta edición, en la segunda etapa, aunque finalmente Christopher Sutton lograría la victoria de la etapa al esprint.

## Palmarés
2011
- 1 etapa de Rutas de América

## Resultados en Grandes Vueltas
| Carrera | Carrera         | 2007  | 2008  | 2009  | 2010 | 2011 | 2012 | 2013 |
| ------- | --------------- | ----- | ----- | ----- | ---- | ---- | ---- | ---- |
|         | Giro de Italia  | —     | —     | —     | —    | —    | —    | —    |
|         | Tour de Francia | —     | —     | —     | —    | —    | —    | —    |
|         | Vuelta a España | 145.º | 116.º | 106.º | —    | 99.º | Ab.  | —    |

—: no participa
Ab.: abandono

## Equipos
- Andalucía (2007-2012)
  - Andalucia-Cajasur (2007-2010)
  - Andalucía-Caja Granada (2011)
  - Andalucía (2012)
- OFM-Quinta da Lixa (2013)[1][2]